# Medborgartågen för Sveriges frihet och oberoende
Medborgartågen för Sveriges frihet och oberoende var en manifestation som ersatte arbetarrörelsens förstamajtåg under andra världskriget 1940 och 1941. Manifestationen var ett resultat av ett beslut taget av den då sittande samlingsregeringen. Medborgartåget, vars syfte var att visa upp ett nationellt politiskt samförstånd över klass- och partigränser, fick ett stort genomslag i media och 1940 uppskattades publiken till 150 000.